# Batalla de Marchfeld
La batalla de Marchfeld (en alemán: Schlacht auf dem Marchfeld; en checo: Bitva na Moravském poli, lit. en la llanura del Morava;  en húngaro: Morvamezei Csata), tuvo lugar el 26 de agosto de 1278 en Dürnkrut y Jedenspeigen, Baja Austria y fue un acontecimiento decisivo para la historia de Europa central de los siglos siguientes. Los contendientes fueron el ejército de Bohemia (checos)  dirigido por el rey premislida Otakar II de Bohemia y el ejército imperial al mando del rey alemán liderado por  Rodolfo I de Habsburgo en alianza con el rey Ladislao IV de Hungría. Aunque ambas partes contaban también unidades de infantería, la batalla en sí fue una de las mayores batallas de caballería de la Edad Media (15300 jinetes), aunque los arqueros cumanos a caballo del ejército húngaro jugaron un papel vital. La batalla se ganó finalmente por una emboscada de las fuerzas húngaro-imperiales unidas, lo que en aquellos tiempos era considerado deshonroso y contrario a las reglas de la caballería.
El rey Otakar II de Bohemia expandió considerablemente sus territorios de 1250 a 1273, pero sufrió una devastadora derrota en noviembre de 1276, cuando el recién elegido rey alemán Rodolfo I de Habsburgo impuso la prohibición imperial a Otakar, declarándolo proscrito y se hizo cargo de las propiedades de Otakar en Austria, Carintia, Carniola y Estiria. Otakar quedó reducido a sus posesiones en Bohemia y Moravia, pero estaba decidido a recuperar sus dominios, poder e influencia. En 1278 invadió Austria, donde parte de la población local, especialmente en Viena, resentía el dominio de los Habsburgo. Rodolfo se alió con el rey Ladislao IV de Hungría y reunió fuerzas para una confrontación decisiva.
Otakar abandonó su sitio de Laa an der Thaya y avanzó para encontrarse con sus aliados cerca de Dürnkrut, al norte de Viena. Ambos ejércitos estaban compuestos puramente por caballería y se dividieron en tres divisiones que atacaron al enemigo poco a poco. En la primera fase de la batalla, los arqueros a caballo cumanos del ejército húngaro flanquearon y distrajeron al flanco izquierdo bohemio lanzando flechas mientras la caballería ligera húngara cargaba contra los bohemios, expulsándolos del campo. En la segunda fase, se produjo una gran colisión de caballeros y caballería pesada en el centro, con las fuerzas de Rodolfo retrocediendo. La tercera división de Rodolfo, dirigida personalmente por el rey, atacó y detuvo la carga de Otakar. Rodolfo fue desmontado en el tumulto y casi muere. En un momento decisivo, una fuerza de caballería alemana de 200 jinetes, comandada por Ulrich von Kapellen, emboscó y atacó el flanco derecho de Bohemia por la retaguardia. Atacado desde dos direcciones a la vez, el ejército de Otakar se desintegró en una derrota, y el propio Otakar murió en la confusión y la masacre. Los cumanos persiguieron y mataron con impunidad a los bohemios que huían.

## Antecedentes

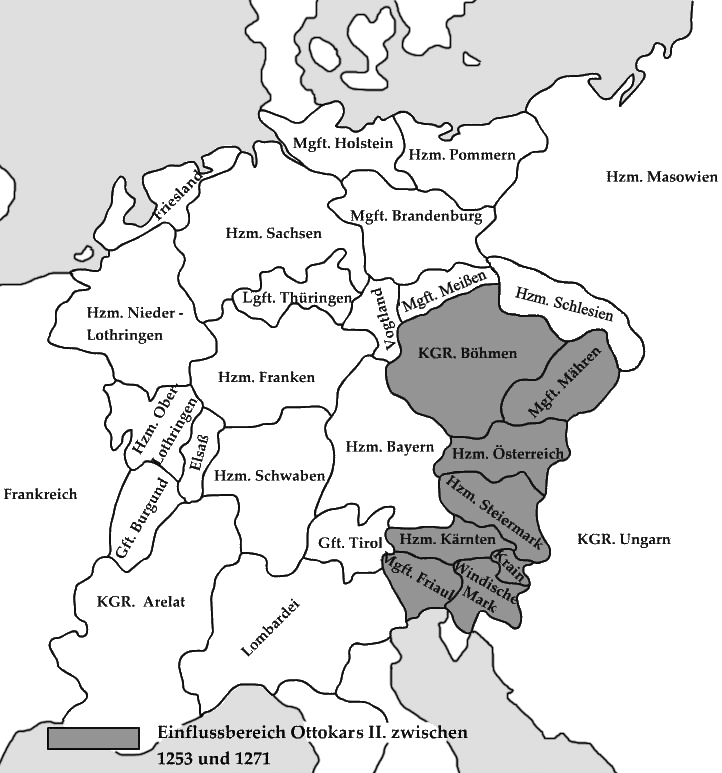
Tierras de Otakar en 1272.

La deposición del emperador Federico II de Hohenstaufen por el papa Inocencio IV en 1245 provocó una grave crisis para el Sacro Imperio Romano ya que, en las siguientes décadas, varios nobles fueron elegidos como Rex Romanorum y futuro emperador, sin que ninguno de ellos fuese capaz de detentar el poder de gobierno real a la muerte del emperador en 1250. Durante ese interregno, Otakar II, hijo del rey Wenceslao I de Bohemia, se trasladó a los ducados principescos de Austria y Estiria, cuyo último titular, Federico II de Austria, de la casa de Babenberg había sido muerto en 1246 en la batalla del río Leita, un conflicto fronterizo que le había enfrentado con el rey Bela IV de Hungría. Federico murió sin descendencia masculina, y Otakar II se proclamó duque el año siguiente con el apoyo de la nobleza local.
En 1253 Otakar II se convirtió en rey de Bohemia tras la muerte de su padre; la concentración del poder en la frontera occidental de Hungría fue vista con recelo por el rey Bela IV, que hizo campaña contra Austria y Estiria, pero fue finalmente derrotado en la batalla de Kressenbrunn en 1260. En 1268 Otakar firmó un contrato de herencia con Ulrico III, el último duque de Carintia de la casa de Sponheim, y así adquirió Carintia incluyendo la marca de Carniola y la Marca víndica un año después. En el apogeo de su poder se presentó para ocupar la corona imperial, pero los príncipes electores (Kurfürsten), desconfiado de su rápido ascenso, designaron al "pobre conde de Suabia" Rodolfo de Habsburgo rey de los romanos el 29 de septiembre de 1273 .

## Preparativos
Como la elección había tenido lugar en su ausencia, Otakar no reconoció a Rodolfo como rey. Rodolfo se había prometido a sí mismo recuperar los territorios "alienados", que tuvieron que ser conferidos por el poder imperial con el consentimiento de los príncipes electores. Reclamó los territorios austríacos y de Carintia para el Imperio y convocó a Otakar al Reichstag de 1275 en Wurzburgo. Al no comparecer ante la Dieta, Otakar pone en movimiento los acontecimientos de su salida de escena. Otakar fue puesto bajo prohibición imperial y se le revocaron todos sus derechos territoriales, incluyendo incluso su herencia bohemia.

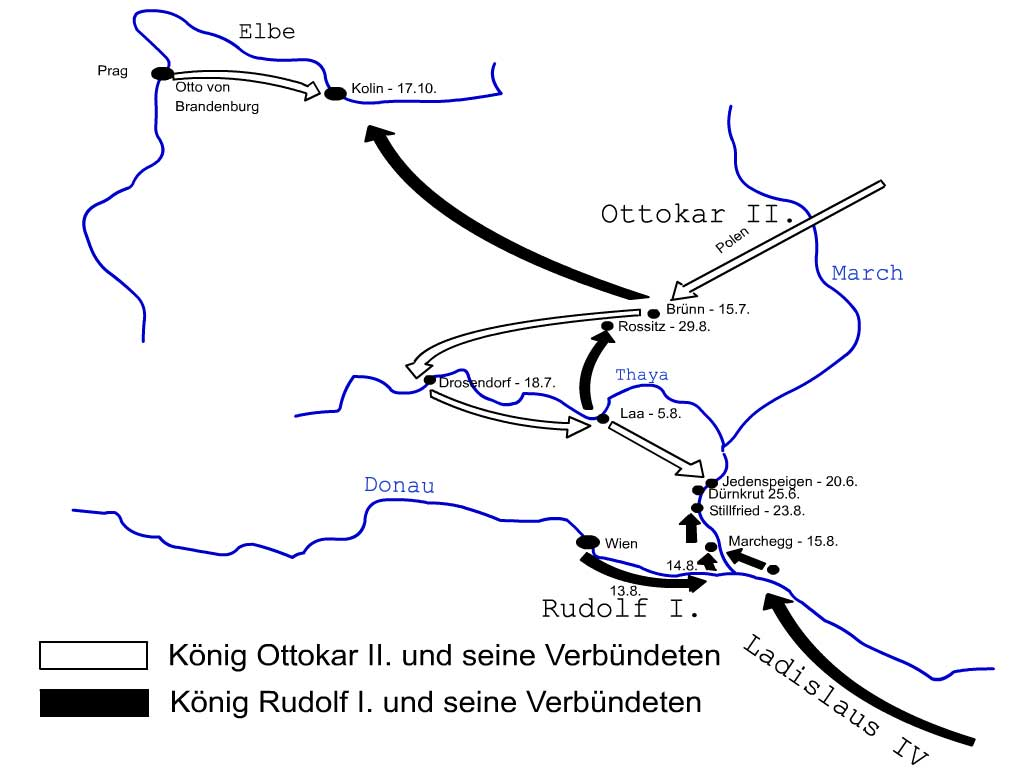
Movimientos de las fuerzas antes de la batalla (en alemán).

Mientras tanto, Rodolfo estaba reuniendo aliados y preparándose para la batalla. Logró dos de estas alianzas a través del estilo clásico de los Habsburgo, matrimonio. En primer lugar, casó a su hijo Alberto con  Isabel de Gorizia-Tirol. A cambio, el padre de Isabel el conde Meinhard II de Gorizia-Tirol recibió el ducado de Carintia como un feudo. En segundo lugar, estableció una inestable alianza con el duque Enrique I de la Baja Baviera, ofreciendo a Catalina la hija de Rodolfo como esposa para su hijo Otón, además de la región de la actual Alta Austria como prenda de su dote. También acordó una alianza con el rey Ladislao IV de Hungría, que tenía la intención de saldar viejas cuentas con Otakar.
Rodolfo, así fortalecido, sitió a Otakar en Viena en 1276. Otakar se vio obligado a rendirse y renunciar a todas sus adquisiciones, recibiendo sólo Bohemia y Moravia como un feudo del rey Rodolfo. Muy privado por esto, Otakar estaba decidido a recuperar sus territorios y acordó una alianza con los margraves ascanios de Brandenburgo y los príncipes polacos. En 1278 hizo campaña contra Austria, apoyada por el Duque Enrique I de la Baja Baviera, que había cambiado de bando. Otakar primero sitió las ciudades de Drosendorf y Laa an der Thaya, cerca de la frontera con Austria, mientras que Rodolfo decidió dejar Viena y hacer frente al ejército de Bohemia en una batalla campal abierta en la cuenca del Morava al norte de la capital, donde la caballería de Cumanos del rey Ladislao podría fácilmente unirse a sus fuerzas.

## Batalla

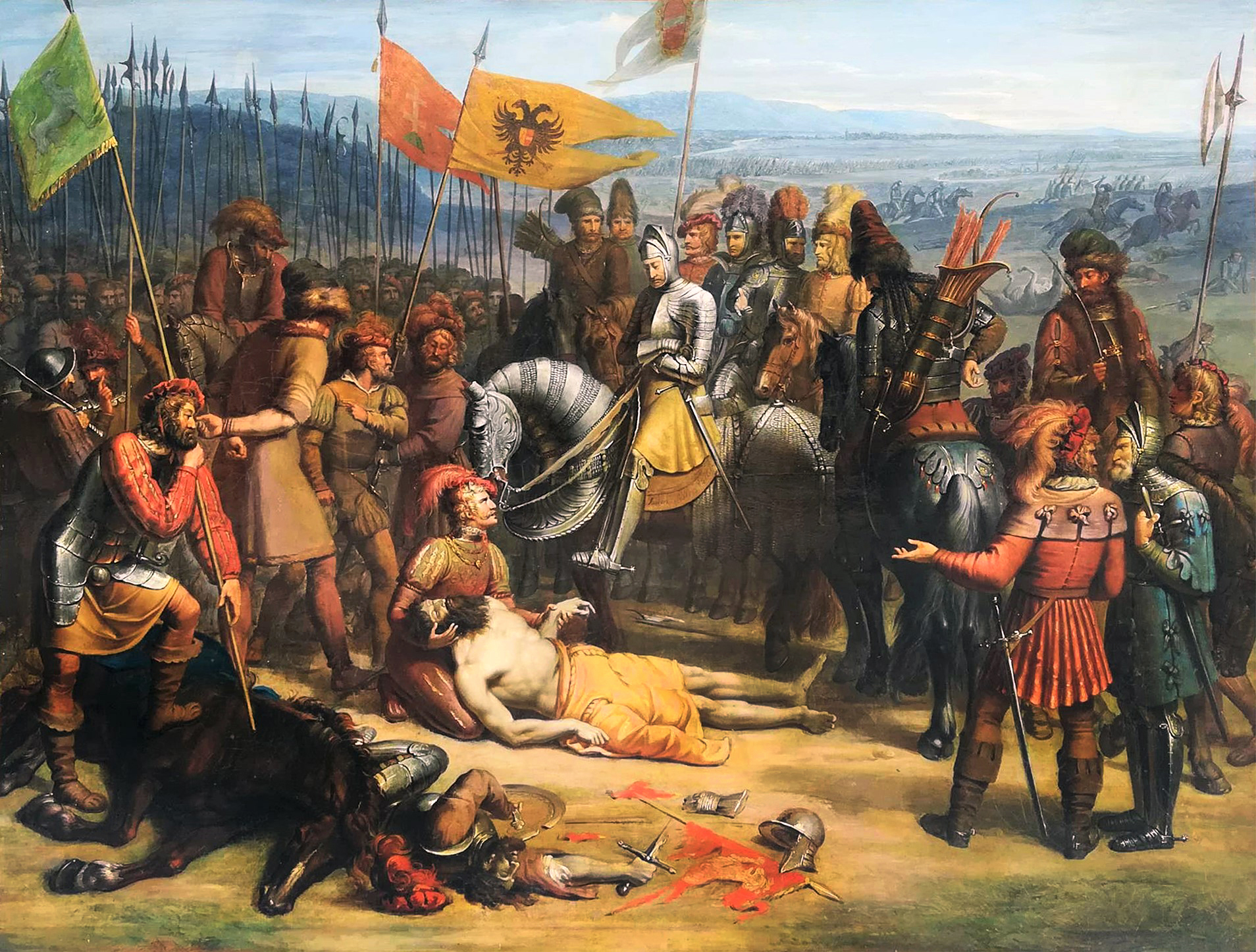
Derrota de Otakar II a manos de Rodolfo I del pintor austriaco Anton Petter.

Sorprendido por la maniobra de Rodolfo, Otakar abandonó rápidamente el sitio en Laa, marchó hacia el sur, y el 26 de agosto se reunió con las fuerzas imperiales alemanas y húngaras cerca de Dürnkrut. Cuando llegó sus enemigos ya habían tenido oportunidad de explorar la topografía del futuro campo de batalla. Desde temprano, el ala izquierda de las tropas de Bohemia se ve envuelto en ataques impetuosos de las fuerzas de cumanas, que los caballeros armados pesados no podían repeler. Sin embargo, cuando los principales ejércitos se enfrentan y la batalla comenzaba, la caballería del emperador Otakar superior en número pareció ganar la ventaja, cuando incluso el caballo de Rodolfo fue apuñalado debajo de él y Rodolfo de 60 años de edad logró salvarse por poco al ser rescatado por sus guardias.
Después de tres horas de lucha continua en un caluroso día de verano, los caballeros de Otakar con sus pesadas  armaduras estaban agotados, muchos de ellos sufrían de insuficiencia circulatoria y no eran capaces de moverse. Al mediodía Rodolfo ordenó la entrada en combate de un regimiento de caballería pesada fresca que había ocultado detrás de las colinas y los bosques cercanos atacara el flanco derecho de las tropas de Otakar. Tales emboscadas comúnmente eran consideradas como actos deshonrosos en la guerra y el comandante de Rodolfo von Ulrich Kapellen pidió disculpas a sus propios hombres de antemano. De todas formas, el ataque se impuso al dividir y producir la estampida a las tropas de Bohemia. Otakar se dio cuenta del ataque sorpresa y trató de liderar un contingente de reserva hacia la parte posterior de las tropas de von Kapellen, una maniobra que fue mal interpretada como una derrota por las fuerzas de Bohemia. El consiguiente colapso resultó en una victoria completa de Rodolfo y sus aliados.  El campamento de Otakar fue saqueado, y Otakar fue encontrado muerto en el campo de batalla.

## Consecuencias

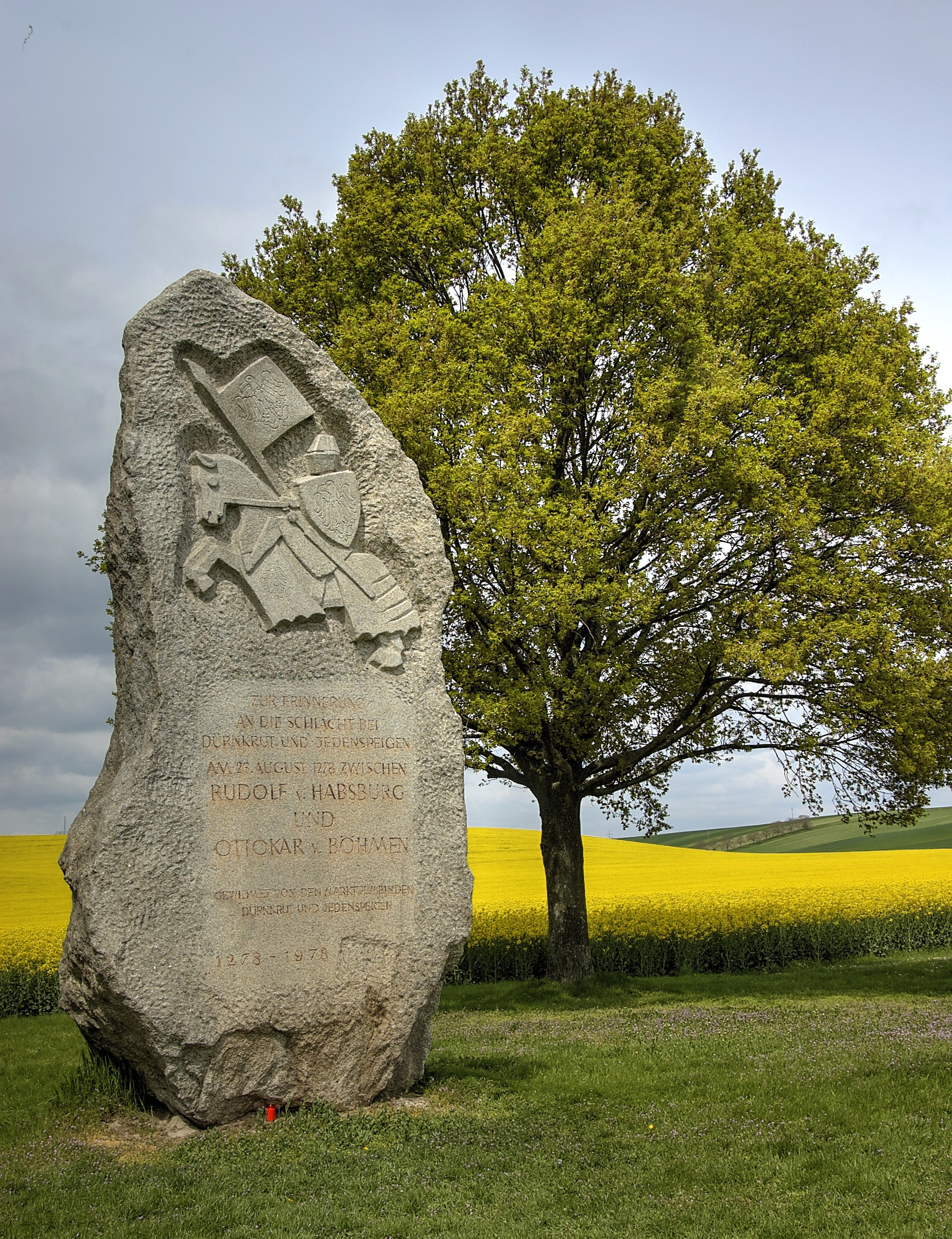
Monumento levantado en 1978 en el campo de batalla entre las villas de Dürnkrut y Jedenspeigen.

Rodolfo, para demostrar su victoria, exhibió en Viena el cuerpo de Otakar. El "conde pobre" del castillo de Habsburgo de Suabia aseguró a su posesión sobre los ducados de Austria y Estiria, el corazón y los cimientos del ascenso de la Casa de Habsburgo. En 1282 en la Dieta de Augsburgo, nombró a sus hijos Alberto y Rodolfo II duques de Austria; sus descendientes mantuvieron la dignidad ducal hasta 1918. Sin embargo, en Bohemia, Rodolfo actuó con cautela y alcanzó un acuerdo con la nobleza y la viuda de Otakar, Cunegunda de Halych, sobre la sucesión de su hijo Wenceslao II al trono. En la misma ocasión se reconcilió con los margraves de Brandeburgo, cediendoles la tutela sobre el heredero menor de edad. El rey Ladislao IV se esforzó en el cristianización de los guerreros Cumanos, antes de ser asesinado en 1290.
El hijo de Otakar, el joven rey Wenceslao II de Bohemia, resultó ser un gobernante capaz. En 1291 adquirió la provincia polaca señorial en Cracovia y fue coronado rey de Polonia en 1300. Incluso aseguró la corona de Hungría para su hijo Wenceslao III, aún menor de edad, que sin embargo fue asesinado en 1306, un año después la muerte de su padre, por lo que la dinastía Premislida se extinguió.